# Кільватерний струмінь

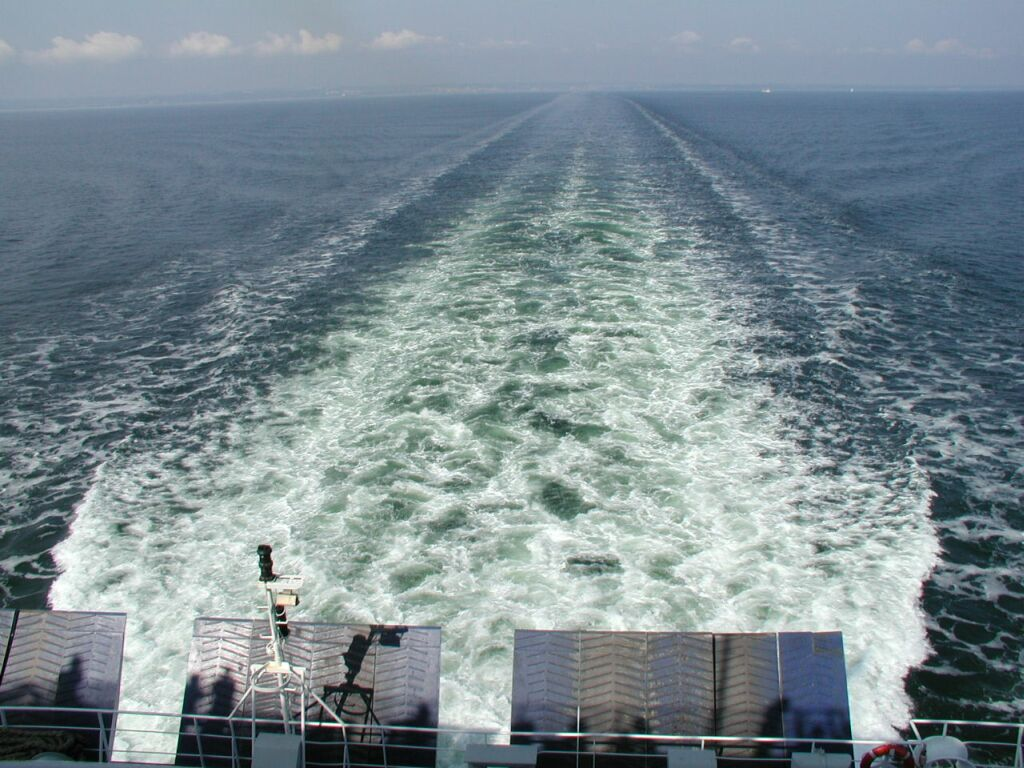
Кільватерний струмінь

Кільва́терний струмінь (кільватерний слід, кільватер) — збурена смуга води, що залишається за кормою  корабля (судна) під час ходу.
Тривалість і протяжність кільватерного струменя залежить від водотоннажності і швидкості корабля (судна), а також  стану моря.
Кільватерний слід підводного човна — область неоднорідності фізичних полів морського середовища, що залишається після проходження в підводному положенні  підводного човна (або аналогічного підводного апарату); час існування визначається глибиною, швидкістю підводного човна, хвилюванням моря, природою фізичного поля.
Для  бойового корабля є демаскуючим фактором.